# Jurjiwka (Lutuhyne)
Jurjiwka (ukrainisch Юр'ївка; russisch Юрьевка/Jurjewka) ist eine Siedlung städtischen Typs im Süden der ukrainischen Oblast Luhansk mit etwa 3000 Einwohnern.
Der Ort gehört administrativ zum Rajon Lutuhyne, das Rajonszentrum Lutuhyne ist 20 Kilometer südöstlich gelegen, die Oblasthauptstadt Luhansk befindet sich 25 Kilometer östlich des Ortes, durch ihn verläuft der Fluss Bila (Біла).
Jurjiwka wurde in den 1840er Jahren gegründet, trug bis in die 1970er Jahre den Namen Schtscheglowka (Щегловка) und erhielt 1938 den Status einer Siedlung städtischen Typ erhoben. Seit Sommer 2014 ist der Ort im Verlauf des Ukrainekrieges durch Separatisten der Volksrepublik Lugansk besetzt.